# Clara Calamai
Clara Calamai (ur. 7 września 1909 w Prato; zm. 21 września 1998 w Rimini) – włoska aktorka filmowa. Jedna z najpopularniejszych gwiazd włoskiego kina lat 30. i 40. XX w.
Najbardziej znana na arenie międzynarodowej z roli femme fatale w filmie Opętanie (1943) Luchino Viscontiego, prekursorskim dziele włoskiego neorealizmu, oraz z triumfalnego powrotu na ekrany w roli ekscentrycznej matrony w horrorze Głęboka czerwień (1975) Dario Argento.
Jako pierwsza obnażyła we włoskim kinie swój biust w filmie Kolacja błazna (1942) Alessandro Blasettiego. Laureatka nagrody Nastro d'argento dla najlepszej aktorki za rolę w filmie Cudzołożnica (1946) Duilio Colettiego.